# Frente Parlamentar sobre a Criação de Novos Estados e Territórios
A Frente Parlamentar sobre a Criação de Novos Estados e Territórios foi uma subcomissão especial da Câmara dos Deputados do Brasil.
Com vista a organizar e acelerar o debate e trâmites no Congresso para a criação de novos estados e territórios, a Frente foi instalada, em 2003, por iniciativa dos deputados federais Ronaldo Dimas (PSDB-TO) e Sebastião Madeira (PSDB-MA). Segundo a proposta, esse seria um mecanismo para conduzir a redivisão territorial do País como forma de reduzir as desigualdades socioeconômicas e favorecer o desenvolvimento das regiões menos assistidas pelo Poder Público. A ideia é seguir o exemplo bem sucedido do estado do Tocantins. Caso os projetos sejam aprovados no Congresso, o passo seguinte seria conduzir um plebiscito junto aos moradores de cada estado, com a coordenação do Tribunal Superior Eleitoral. Havendo aprovação nas urnas, a proposta é encaminhada ao Palácio do Planalto, para que o presidente da República envie ao Congresso um projeto de lei complementar propondo a criação das novas unidades.